# Aleurotrachelus parvus
Aleurotrachelus parvus es una especie de insecto hemíptero de la familia Aleyrodidae y la subfamilia Aleyrodinae. Se distribuyen por Sudamérica.
Fue descrita científicamente por primera vez por Hempel en 1899.